# امین جهان‌عالیان
امین جهان‌عالیان (زاده ۲۶ خرداد ۱۳۷۰ در اصفهان) بازیکن فوتبال ایرانی است.
رضا خالر در تابستان سال ۱۳۹۱ با قراردادی ۴ ساله به تیم بزرگسالان سپاهان پیوست.

## افتخارات
باشگاهی
- لیگ برتر
- قهرمانی در لیگ برتر فوتبال ایران ۹۴-۱۳۹۳ به همراه تیم سپاهان اصفهان
- جام حذفی
- قهرمانی در جام حذفی ۹۲–۱۳۹۱ به همراه تیم سپاهان اصفهان